# Tom Aspinall
Thomas Paul Aspinall, född 11 april 1993, är en engelsk professionell MMA (mixed martial arts) utövare. Han tävlar för närvarande i tungviktsdivisionen i Ultimate Fighting Championship (UFC), där han är den nuvarande UFC-mästaren i tungvikt. Från och med den 1 juli 2025 är han rankad som nummer 9 på UFC:s herrrankning för pund. Aspinall är känd för sin förmåga att avsluta matcher snabbt, han har avslutat sex av sina åtta UFC-segrar inom den första halvan av första ronden, vilket gett honom UFC-rekordet för kortast genomsnittliga matchtid på två minuter och två sekunder.